# Franciszek Wojtas
Franciszek Wojtas (ur. 2 lutego 1917 w Kalinie Małej, zm. 28 marca 1983 w Łodzi) – polski entomolog-plekopterolog, doktor habilitowany.

## Życiorys
W 1950 ukończył studia na Uniwersytecie Łódzkim, w 1960 obronił tam doktorat, w 1965 habilitował się i został docentem, w 1972 objął stanowisko profesora nadzwyczajnego. Od 1969 do 1972 był prodziekanem Wydziału Biotechnologii i Nauki o Żywności UŁ, od 1970 przez pięć lat był dyrektorem Instytutu Botaniki i Zoologii, a w latach 1972–1983 kierował Zakładem Zoologii Ogólnej Uniwersytetu Łódzkiego. Franciszek Wojtas był wybitnym polskim plekopterologiem, badaczem widelnic (Plecoptera) południowej i centralnej Polski, znawcą ich taksonomii i ekologii. Stworzył opis nowego gatunku widelnicy i nieznanej wcześniej larwy, opracował widelnice Tatr, Podhala, dorzecza Warty, Sudetów i Łysogór. Ponadto był ekologiem i hydrobiologiem, zorganizował i był pierwszym redaktorem „Folia limnologica, Acta Univ. Lodz.”, był członkiem Łódzkiego Towarzystwa Naukowego i wielu innych towarzystw naukowych.

## Odznaczenia
- Odznaka 1000-lecia Państwa Polskiego (1966);
- Złota Odznaka Uniwersytetu Łódzkiego (1972);
- Krzyż Kawalerski Orderu Odrodzenia Polski (1973);
- Medal „Uniwersytet Łódzki w Służbie społeczeństwa i Nauki” (1975).